# Scor SE
Scor SE er et fransk genforsikringsselskab med hovedkvarter i Paris. Virksomheden udbyder genforsikring indenfor ejendoms- og skadesforsikring og indenfor livsforsikring. Det oprindelige navn var Société Commerciale de Réassurance, som virksomheden blev stiftet under i 1970.